# Extindere normală
În algebra abstractă o extindere normală este o extindere de corp algebric L/K pentru care fiecare polinom ireductibil peste K care are o rădăcină în L, se împarte în factori liniari în L. Acestea sunt una dintre condițiile pentru ca extinderile algebrice să fie o extinderi Galois⁠(d). Bourbaki numește o astfel de extindere o cvasiextindere Galois.

## Definiție
Fie {\displaystyle L/K} o extindere algebrică (adică L este o extindere algebrică pe K), astfel încât {\displaystyle L\subseteq {\overline {K}}} (adică L este conținută într-o închidere algebrică a lui K). Apoi, următoarele condiții, care fiecare dintre ele poate fi considera drept o definiție a extinderii normale, sunt echivalente:
- Orice încorporare a L în {\displaystyle {\overline {K}}} induce un automorfism pe L.
- L este corpul de descompunere⁠(d) al familiei de polinoame din {\displaystyle K\left[X\right]}.
- Orice polinom ireductibil din {\displaystyle K\left[X\right]} care are o rădăcină în L se descompune în L în factori liniari.

## Alte proprietăți
Fie L o extindere pe corpul K. Atunci:
- Dacă L este o extindere normală pe K și dacă E este o extindere intermediară (adică L ⊃ E ⊃ K), atunci L este o extindere normală pe E.[4]
- Dacă E și F sunt extinderii normale pe K cuprinse în L, atunci produsele tensoriale de corpuri⁠(d) EF și E ∩ F sunt și ele extinderi normale pe K.[4]

## Condiții echivalente pentru normalitate
Fie {\displaystyle L/K} algebrică. Corpul L este o extindere normală dacă și numai dacă sunt îndeplinite oricare dintre condițiile echivalente de mai jos.
- Polinomul minimal peste K al fiecărui element din L se descompune pe L;
- Există o mulțime {\displaystyle S\subseteq K[x]} a polinoamelor care simultan se descompun pe L, astfel încât {\displaystyle K\subseteq F\subsetneq L} sunt corpuri, atunci S are un polinom care nu se descompune pe F;
- Toate omomorfismele {\displaystyle L\to {\bar {K}}} au aceeași imagine;
- Grupul de automorfisme {\displaystyle {\text{Aut}}(L/K),} al L care fixează elemente din K, acționează tranzitiv asupra setului de omomorfisme {\displaystyle L\to {\bar {K}}.}

## Exemple și contraexemple
De exemplu, {\displaystyle \mathbb {Q} ({\sqrt {2}})} este o extindere normală pe {\displaystyle \mathbb {Q} ,} deoarece este corpul de descompunere al {\displaystyle x^{2}-2.} Pe de altă arte, {\displaystyle \mathbb {Q} ({\sqrt[{3}]{2}})} nu este o extindere normală pe {\displaystyle \mathbb {Q} } deoarece polinomul ireductibil {\displaystyle x^{3}-2} are o rădăcină în el, {\displaystyle {\sqrt[{3}]{2}}}, dar nu și pe toate (nu are rădăcinile cubice imaginare ale lui 2). Se reamintește că corpul {\displaystyle {\overline {\mathbb {Q} }}} al numerelor algebrice este închiderea algebrică a {\displaystyle \mathbb {Q} ,} adică ea conține {\displaystyle \mathbb {Q} ({\sqrt[{3}]{2}}).} Deoarece
{\displaystyle \mathbb {Q} ({\sqrt[{3}]{2}})=\left.\left\{a+b{\sqrt[{3}]{2}}+c{\sqrt[{3}]{4}}\in {\overline {\mathbb {Q} }}\,\,\right|\,\,a,b,c\in \mathbb {Q} \right\}} 
și, dacă {\displaystyle \omega } este o rădăcină cubică primitivă a unității, atunci aplicația
{\displaystyle {\begin{cases}\sigma :\mathbb {Q} ({\sqrt[{3}]{2}})\longrightarrow {\overline {\mathbb {Q} }}\\a+b{\sqrt[{3}]{2}}+c{\sqrt[{3}]{4}}\longmapsto a+b\omega {\sqrt[{3}]{2}}+c\omega ^{2}{\sqrt[{3}]{4}}\end{cases}}}
este o încorporare a {\displaystyle \mathbb {Q} ({\sqrt[{3}]{2}})} în {\displaystyle {\overline {\mathbb {Q} }}} a cărei restricție la {\displaystyle \mathbb {Q} } este identitatea. Totuși, {\displaystyle \sigma } nu este un automorfism al {\displaystyle \mathbb {Q} ({\sqrt[{3}]{2}}).}
Pentru orice număr prim {\displaystyle p,} extinderea {\displaystyle \mathbb {Q} ({\sqrt[{p}]{2}},\zeta _{p})} are in mod normal gradul {\displaystyle p(p-1).} Este corpul de descompunere al {\displaystyle x^{p}-2.} Aici {\displaystyle \zeta _{p}} semnifică a {\displaystyle p}-a rădăcină primitivă a unității. Corpul {\displaystyle \mathbb {Q} ({\sqrt[{3}]{2}},\zeta _{3})} este închiderea normală a {\displaystyle \mathbb {Q} ({\sqrt[{3}]{2}}).}

## Închidere normală
Dacă K este un corp iar L este o extindere algebrică pe K, atunci există o extindere algebrică M pe L astfel încât M este o extindere normală pe K. Mai mult, până la izomorfism, există o singură astfel de extindere care este minimală, adică singurul subcorp al M care conține L și a cărui extindere normală pe K este M însuși. Această extindere este numită închiderea normală a extinderii L pe K.
Dacă L este o extindere finită pe K, atunci extinderea sa normală este și ea o extindere finită.